# Vodskov
Vodskov er en satellitby til Aalborg med 4.838 indbyggere  (2024), beliggende 9 km nordøst for Nørresundby og 11 km nordøst for Aalborg. Byen hører til Aalborg Kommune og ligger i Region Nordjylland.

## Sogn og kirker
Vodskov hører til Vodskov Sogn, der i 1985 blev udskilt fra Hammer Sogn. I byen ligger Vodskov Kirke, som blev opført i 1909. Den var filialkirke til Hammer Kirke indtil Vodskov blev et selvstændigt sogn.
Vodskov har også en baptistkirke, hvis menighed blev stiftet i 1856 under navnet Hals Baptistmenighed. Den fusionerede 1. januar 2016 med menigheden i Nørresundby, som blev stiftet i 1917.

## Faciliteter
- Vodskov Skole har 615 elever, fordelt på 0.-9. klassetrin.[3]
- Tæt ved skolen ligger Vodskov Kultur & Idrætscenter, som har boldspilssal til 549 personer og "stemningssal" til 150 personer med fast lærred og projektorer. En stillecafé til 40 personer, et "mellemrum" til 30 personer og en spejlsal til 80 personer kan slås sammen til ét rum med plads til 150 personer.
- Vodskov Idrætsforening bruger centret til fodbold, håndbold og banko. Centret bruges også af bl.a. Vodskov Badmintonklub, Vodskov Volleyball Klub, Vodskov Skytteforening, Vodskov Foreningsfitness og Vodskov Gymnastikforening (til børnegymnastik). Vodskov Bibliotek har også til huse i centret.[4]
- Mælkebøtten er en daginstitution med plads til 46 børn i alderen 0-5 år.[5] Børnehaven 6'eren er normeret til 36-44 børn, heraf 8 i en specialgruppe til handicappede børn. Børnehaven Røverdal er normeret til 66 børn.[6]
- Liselund Friplejeboliger er et privat plejehjem med 49 boliger.[7]
- Byen har tre dagligvareforretninger, pizzeria, bageri, lægehus, tandlæge, apoteksudsalg, bankfilial samt flere specialforretninger.

## Historie

### Navnet
Navnet Vodskov er afledt af "vad"[kilde mangler] og "skov".
Vodskov nævnes første gang i 1406 som "Wodskoug".
Navnet udtales Woskov.

### Landsbyen
Den gamle landsby lå i den nuværende bydel Gammel Vodskov omkring Vodskov Byvej. Landsbyen var oprindeligt enten en rydningsby fra senmiddelalderen eller en lidt ældre udflytterlandsby. Dengang lå gårdene i en kreds omkring det åbne fællesareal forten, hvor dyrene blev samlet, plejet og malket. Senere blev forten bebygget, og Gammel Vodskov blev til en forteklyngeby, hvor huse og gårde lå klemt, men beskyttet.

### Vodskov Mølle
Vodskovs oprindelige mølle blev opført i 1882, men brændte i 1910. En anden mølle blev flyttet dertil fra Flamsted øst for Støvring. Det er en ret lille mølle med et vingefang på kun 16 meter, men den er forsynet med alt inventar til en kornmølle, bl.a. tromlesigte, grynsorterer, rugmelssorterer, havrevalse, grynvifte og forskellige kværne.
Vodskov Mølle blev efter syv års renovering genindviet i 2002 som en fuldt funktionsdygtig museumsmølle. Den ejes af "Den Selvejende Institution Vodskov Mølle".

### Vodskov Kro
Vodskov og Omegns Forsamlingsbygning blev indviet torsdag den 29. december 1898. Få år efter blev navnet ændret til Vodskov Samlingshus. Omkring 1908 blev stedet afholdshotel, og først omkring 1950 fik det igen spiritusbevilling. Navnet er ændret flere gange: i 1911 hed stedet Vodskov Gæstgivergård, i 1925 Vodskov Afholdshotel, i 1961 Vodskov Hotel og nu Vodskov Kro. I 1947 begyndte man at vise spillefilm i den store sal bag hovedbygningen, og den oprindelige rejsestald blev ombygget til bl.a. garderobe og toiletter.
Vodskov Kro eksisterer stadig med selskabslokaler og fem værelser.

### Jernbaneknudepunkt
Vodskov fik i 1899 jernbanestation på Sæbybanen (Nørresundby-Sæby-Frederikshavn). I 1924 blev Vodskov Station jernbaneknudepunkt med et stort stationsområde, da den blev endestation på Vodskov-Østervrå Jernbane.
Vodskov-Østervrå Jernbane blev nedlagt i 1950, og Sæbybanen blev nedlagt i 1968. Gadenavnet "Langs Banen" minder stadig om jernbanetiden, og på nr. 5 er stationsbygningen bevaret i stærkt ombygget stand. Mellem Peter Jensens Vej og Grønningen er Sæbybanens tracé bevaret som et åbent græsareal forbi Østervrå-banens remise på Grønningen 24. Fra Attrupvej 15 går en 2 km lang grussti på Østervrå-banens tracé til Ledvej i Uggerhalne.

### Stationsbyen
Vodskov Station blev anlagt på bar mark ½ km syd for Gammel Vodskov, der på den tid bestod af en halv snes gårde, en skole og et jordemoderhus. Men der opstod snart en by omkring stationen og Aalborg-Sæby-landevejen, som var ført gennem området i 1845-50.
I 1901 beskrives Vodskov således: "Vodskov med Skole, Forsamlingshus med Gæstgiveri (opf. 1888), Mølle og Jærnbanestation."
Skomager Lars Olesen åbnede i 1906 Vodskovs første butik, en skotøjsforretning. Der blev oprettet telefoncentral i 1911 med 13 abonnenter; telefonistinden startede manufakturforretning i 1915. L.P. Olsen åbnede i 1914 byens første købmandsbutik, som eksisterede indtil 1982.
I 1920 kom elektriciteten til Vodskov. Samme år blev Vodskov Møbelfabrik startet. Den beskæftigede 20 mand i 1947. Den brændte i 1962, men blev genopført. I 1925 blev Vodskov og Omegns Håndværker- og Borgerforening stiftet.
I 1933 blev Vodskov Missionshus indviet på Granlunden 6; det er nu arkitektkontor. I 1935 blev I/S Vodskov Vandværk stiftet. Midt i 1930'erne blev Sæbyvej asfalteret. I 1938 blev Vodskov Alderdomshjem taget i brug som det første i Ålborg Amt uden for købstæderne.

### Anders Olesen
Sagfører Anders Olesen, der havde kontor i Nørresundby, flyttede til sognet i 1900 og opførte pragtvillaen Møgelbjerg, i 1908 også forpagtergården Skovgården. Han opkøbte meget jord i Hammer Bakker, især på tvangsauktioner. Han plantede masser af træer på sin jord og skænkede jord til bl.a. Hedeselskabet og Dansk Botanisk Forening. Han blev sognerådsformand i Horsens-Hammer Kommune i årene 1906-09, hvor både kirken og den nye skole, der skulle afløse den første fra 1817, blev opført. Han bekostede kirken på nær et beskedent statstilskud og bestemte, at den skulle tegnes af arkitekt P.V. Jensen Klint. Skolen fik han tegnet af arkitekt Mørk-Hansen, der også havde tegnet Skovgården. Skolebygningen fra 1910 findes stadig som den ældste del af den nuværende skole, der senere blev udvidet flere gange.

### Åndssvageanstalten
Anders Olesen lagde jord til, og i februar 1917 blev den første bygning taget i brug i det institutionskompleks, der gennem tiderne har heddet "Vodskov Åndssvageanstalt", "Åndssvageanstalten ved Vodskov", "Anstalten", "Forsorgscentret" og "Centralinstitutionen". I Statens Åndssvageforsorg var Vodskov forsorgscenter og centralinstitution for Nordjylland. Komplekset kom efterhånden til at bestå af en snes bygninger. Det største antal patienter har været cirka 850. "Museet i Hammer Bakker" udarbejdede i anledning af 100-års jubilæet i 2017 en historisk rute med information undervejs og har også udarbejdet en brochure om området.
Efter at særforsorgen blev udlagt til amterne i 1980, var der ikke længere behov for store statslige institutioner, og navnet ændredes til "Hjemmet" eller "Institutionerne i Hammer Bakker". Bygningerne har senere rummet forskellige amtslige og kommunale institutioner. SOSU Nord, som primært uddanner social- og sundhedshjælpere/assistenter, lå her fra starten i 1991 og hed "Skolen i Hammer Bakker".
Flere af de nuværende institutioner i området henvender sig til autister. Specialbørnehaven Birken er et tilbud til børn i alderen 0-7 år med symptomer på en psykisk udviklingsforstyrrelse. Birken er Nordjyllands fagcenter for autisme og ADHD. Den har plads til 32 børn, heraf 12 i en afdeling i Langholt.

### Attruphøj
I 1919 blev epileptikerhjemmet Fredhjem åbnet med plads til 7 mænd. Efter flere tilbygninger havde det i 1949 plads til 50 patienter. I 1950 flyttede institutionen til Attrupgård, som var købt i 1945 og ombygget til plejehjem. Fredhjem blev købt af en diakon, der drev det som hvilehjemmet Limfjorden. Ved Attrupgård blev Attruphøj opført i 1958, bl.a. med en lille kirke. I 2004 blev målgruppen defineret som borgere med erhvervet hjerneskade. Aalborg Kommune byggede nye boliger i 2008. Attruphøj består nu af 28 lejligheder, inddelt i tre huse efter hjerneskadens sværhedsgrad.

## Kendte personer med tilknytning til Vodskov
- Lord Siva, musiker (opvokset i Vodskov)[18]
- Annika Aakjær, musiker (født i Vodskov)[19]